# Francesco Paolo Frontini
Francesco Paolo Frontini (Catania, 6 agosto 1860 – Catania, 26 luglio 1939) è stato un compositore e direttore d'orchestra italiano.

## Biografia

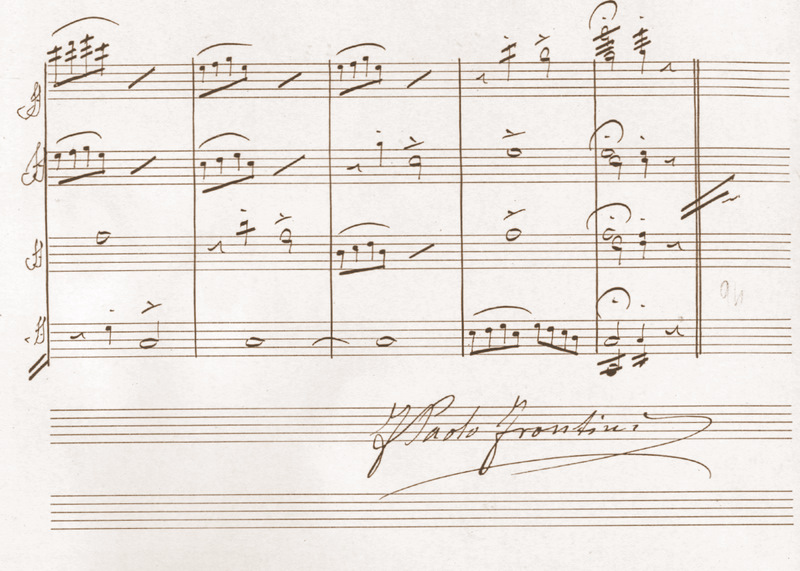
Autografo di Frontini

Fu avviato allo studio della musica dal padre, Martino Frontini (1828-1909), studiando violino con Santi D'Amico ed esordendo in un concerto nel salone comunale di Catania a tredici anni. A quindici anni era stata eseguita nella cattedrale la sua prima composizione (Qui tollis, diretto da Pietro Antonio Coppola). Nel 1875 fu ammesso al Regio conservatorio musicale di Palermo, studiando con Pietro Platania; in seguito passò al Regio conservatorio musicale di Napoli, dove conseguì il diploma in composizione, sotto la guida di Lauro Rossi.

Frontini

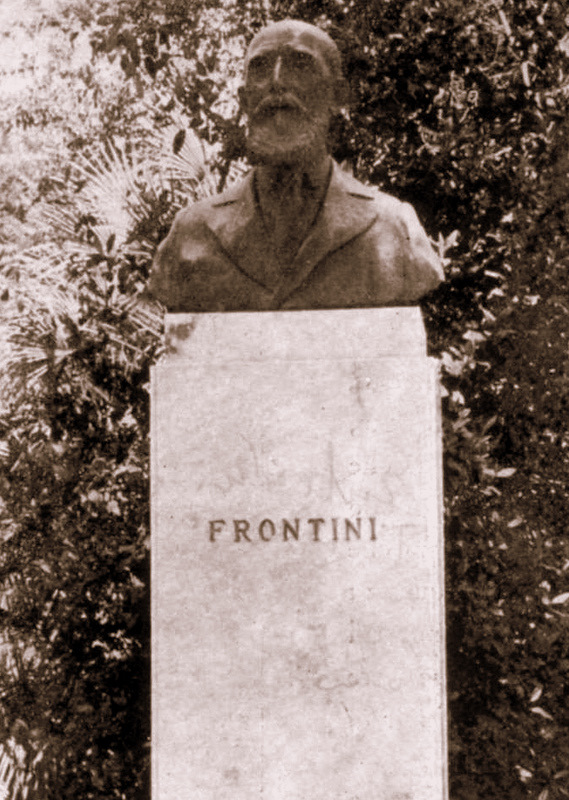
Busto di Frontini, opera di Mimì Maria Lazzaro del 1957, trafugato dal Giardino Bellini e mai più ripristinato

Tra le sue prime composizioni ci fu la Messa funebre in morte del maestro Coppola. Del 1881 è il melodramma in tre atti Nella, a cui seguirono Sansone (1882), Aleramo, 1883, per il quale si ispirò alla leggenda di Adelasia e Aleramo, Fatalità (1900), Malìa (1893), su libretto di Luigi Capuana, Il Falconiere (1899 all'Arena Pacini di Catania con Giovanni Zenatello), di ambientazione medioevale, secondo una voga letteraria. Dello stesso periodo è il poemetto lirico Medio-Evo, apprezzato da Jules Massenet.
(Jules Massenet)
Scrisse la musica per l'atto unico di Saverio Fiducia Vicolo delle belle, con la sonata dell'orbo, e quella per la commedia U Spirdu di Antonino Russo Giusti, che andò in scena nel 1920 presso il Teatro comunale Coppola, con la direzione di Gaetano Emanuel Calì. Musicò Il canto di Ebe, dal Lucifero, e Lauda di suora, dal Giobbe di Mario Rapisardi.
Scrisse inoltre numerose canzoni, melodie, serenate e romanze. Tra queste furono particolarmente apprezzate la Serenata araba, Il piccolo montanaro ("Le petit montagnard", dedicato alla sua allieva Innocenza Cavallaro) e la Marcia trionfale.

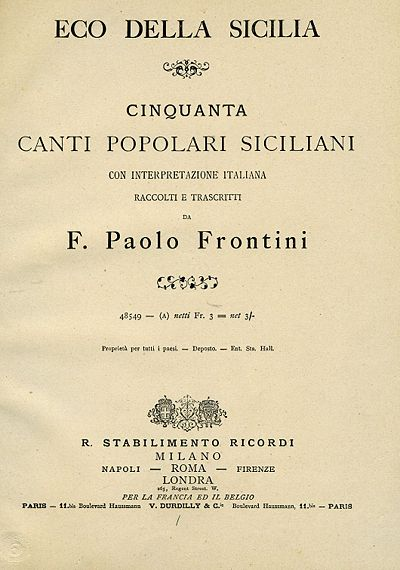
Eco della Sicilia - La prima raccolta di canti siciliani, ed. Ricordi 1883

Frontini insegnò musica, contrappunto, all'Ospizio di Beneficenza.
Si occupò di tradizioni popolari, realizzando la prima raccolta di canti siciliani nell'Eco della Sicilia, con cinquanta componimenti radunati per incarico della casa Ricordi nel 1882; una seconda raccolta, compilata nel 1893, Natale siciliano, fu pubblicata presso l'editore De Marchi di Milano.
(Giuseppe Pitrè)

## Storia critica
In un'intervista comparsa nella rivista Prometeo nel 1911, Frontini bollò la musica contemporanea con il termine di "confusionismo", stigmatizzando la produzione musicale dell'epoca, basata sui gusti del pubblico, sulla pubblicità e sull'abbandono della "grande arte italiana" per "affarismo".
(Émile Zola)
Frontini appartenne alla corrente musicale verista che si era sviluppata alla fine del XIX secolo. Con gli inizi del XX secolo la corrente musicale verista era rimasta vitale solo nell'Italia meridionale, come arte regionale e locale; il Frontini la rappresentò con la sincerità e semplicità della sua ispirazione, contro qualsiasi convenzione.

## Opere

### Opere liriche
- Nella, opera in 104 opere  al Teatro Comunale di Catania (1881) di Enrico Golisciani
- Sansone, azione biblica in 3 parti (1882) scritta per incarico del municipio di Catania ed eseguita per la festa di Sant'Agata di Pietro Mobilia
- Aleramo, opera in un prologo e 3 atti (1883) di Pietro Mobilia
- Malìa, opera in 3 atti (1893) di Luigi Capuana al Teatro Brunetti di Bologna
- Il falconiere, in 3 atti (1899) di Leopoldo Marenco
- Fatalità, in 2 atti (1900) di Leopoldo Marenco

### Composizioni sinfoniche
- Quartetto in do minore (Napoli, 1879)
- Spartaco, ouverture (Cremona, 1880)
- Omaggio a Lauro Rossi eseguita a Cremona (fantasia per orchestra)
- Medio Evo poemetto per soprano con accompagnamento di pianoforte
- Marcia Trionfale per orchestra e fanfara
- Elsie, ouverture per orchestra
- Gloria, ouverture per orchestra

- Minuetto, per archi

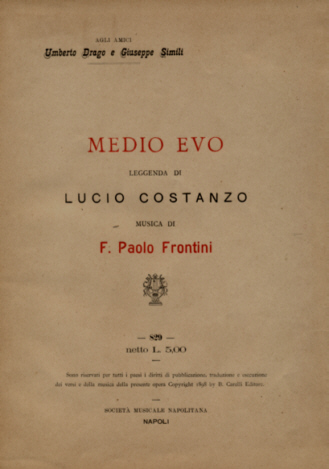
Medio Evo poemetto per soprano con accompagnamento di pianoforte

- Intermezzo per archi e strumenti a fiato
- Idillio per orchestra
- Preludio sinfonico
- Preludietto, per orchestra
- Notte d'oriente, per orchestra

(e altre 47)

### Melodie popolari siciliane
- Eco della Sicilia, la prima raccolta di Cinquanta Canti popolari siciliani, raccolti e trascritti, Ricordi - Milano (1883) - dedicata a Giuseppe Pitrè
  - Mi votu e mi rivotu
  - Ciuri, ciuri. Ritornello popolare
- Canti della Sicilia, ed. Forlivesi, 1890.
- Natale Siciliano, ed. De Marchi, 1893.
- Raccontino, ed. Carisch, Milano, 1912.
- Antiche canzoni di Sicilia, ed. Carisch, 1936.
- Canti religiosi del popolo siciliano, ed. Carisch, 1938.

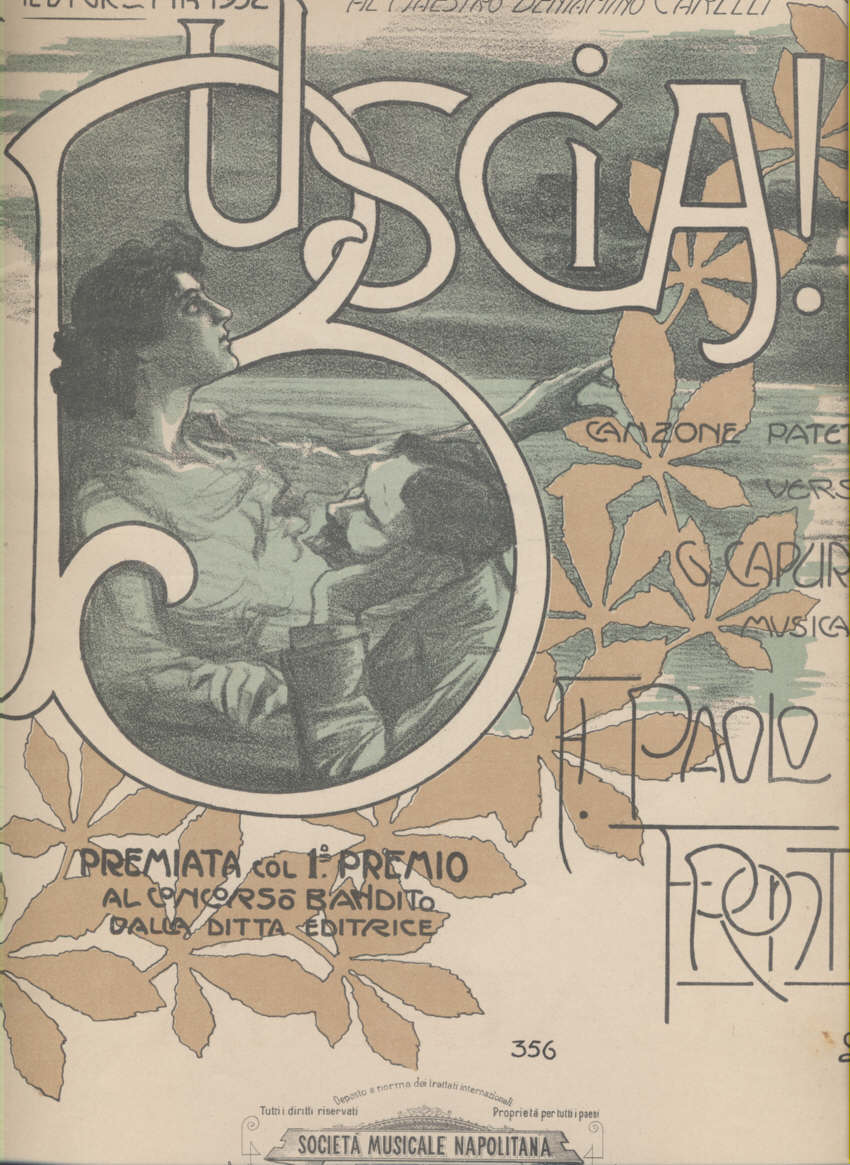
Buscia! 1º al concorso per la canzone popolare di Piedigrotta del 1902, parole di Giovanni Capurro

### Melodie popolari napoletane
- Buscia! , Giovanni Capurro - 1º al concorso per le canzoni pop. di Piedigrotta, s.m.Napoli. 1902.
- Ammore bbello, Aniello Califano - s.m.Napoli. 1898.
- O' Gulio, Aniello Califano - Tarantella, s.m.Napoli. 1898.
- Che vuò di? Che vuò fa?, Oscar Monaco - s.m.Napoli. 1903.
- A luna e Vuie, Teodoro Rovito - s.m.Napoli. 1903
- Bella mia, versi di Giovanni Capurro, Piedigrotta, 1902
- Serenata, versi di Luigi Criscuolo, Piedigrotta, 1902

### Altre composizioni
- Grande Messa di Requiem in sol minore (1888)
- Petits Tableaux
- Impressioni
- Esquisse musical
- Serenata Araba
- Le petit montagnard ("Il piccolo montanaro")
- Impression musicale (In memoria di Mario Rapisardi), ed. Carisch 1912

circa 150 pezzi per pianoforte.

### Romanze

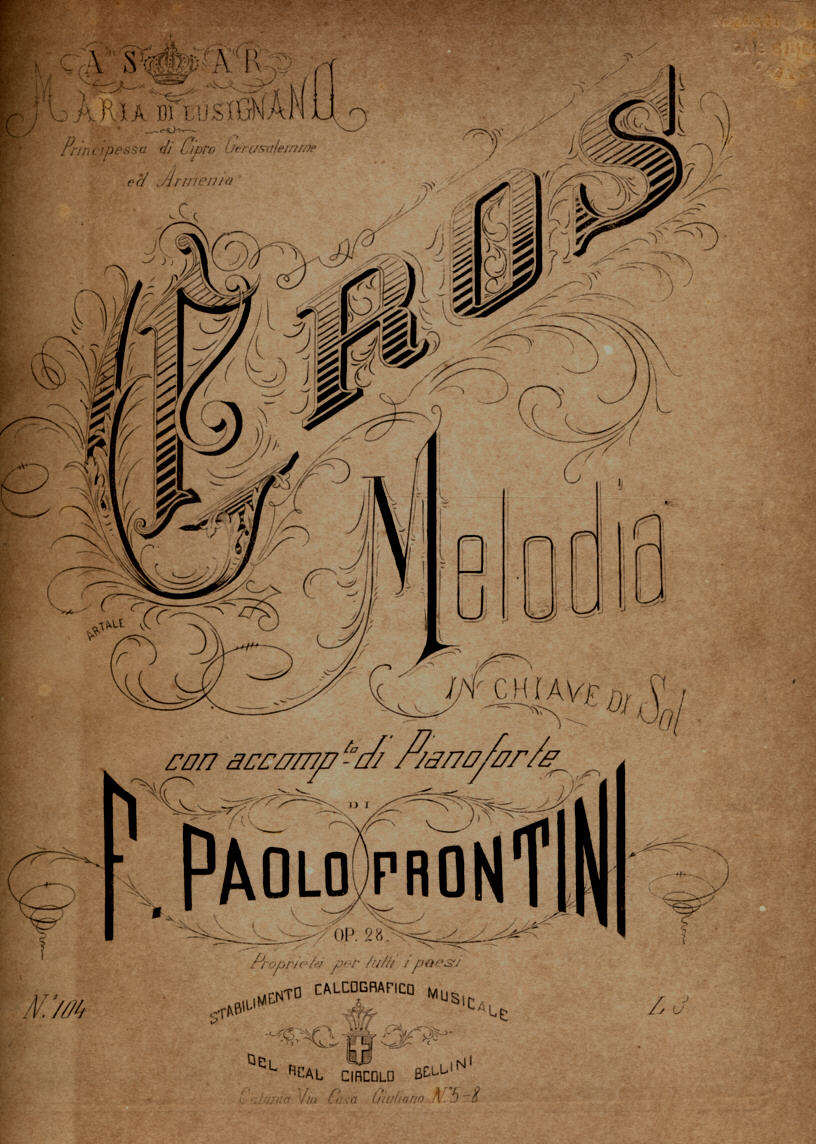
ed. Real Circolo Bellini 1878, versi di Giovanni Prati, Musica di Francesco Paolo Frontini

- Quanto t'amo, tratto da Raccolta per canto e pianoforte, testo di Francesco Paolo Frontini, musica di Francesco Paolo Frontini, ed. Giuseppe Benenati, Catania 1875/79;
- Oblio!, testo di Luigi Gualdo, ed. Giuseppe Benenati, Catania 1875/79;
- Eros, versi di Giovanni Prati, Real c. Bellini 1878;
- Tu non m'ami, versi di Heinrich Heine, Benenati, 1878;
- Destati, versi di Calcedonio Reina, Lucca, 1878;
- Vieni Nerina!, versi di Olindo Guerrini, ed. Benenati, 1878
- Morta!, versi di Giulio Pinchetti, ed. P. Tomaselli, Catania, 1881;
- Un fiore sul verrone]', versi di Enrico Golisciani, Ricordi, 1883;
- Il canto di Ebe, dal Lucifero di Mario Rapisardi, Edizioni Ricordi, t.s. 1883;
- I Baci , parole di Alfio Belluso, ed. Ricordi (1883)
- Cuore ingenuo, Versi di Agatino Perrotta, ed. Lucca 1883;
- S'io fossi, versi di Olindo Guerrini, ed. Lucca, 1883;
- Ottobre cantilena popolare, versi di Giovanni Alfredo Cesareo, A. Pigna 1883 - Milano;
- Il mio poeta, versi di Giacomo Longo, F. Lucca, 1883, ;
- Le Nuage, versi di Émile Zola, Ricordi 1884;
- Paggio e regina, versi di Heinrich Heine, Ricordi, 1884,
- Serenata, dall'arabo, versi di Angelo Zanardini, ed. Schmidl e Tedeschi;
- A sé stesso, versi di Giacomo Leopardi, Milano, Edizioni Ricordi, 1885;
- Canto di carrettiere, versi di Giovanni Alfredo Cesareo, Milano, Edizioni Ricordi;
- La cieca, con versi di Innocenza Well, Milano, Edizioni Ricordi, t.s. 1885;
- La fanciulla e il pesce, Milano, Edizioni Ricordi, t.s. 1885;
- Abbi pietà, versi di Calcedonio Reina, Ricordi, 1885;
- Notturno, a due voci, versi di Giovanni Marradi; Milano: Edizioni Ricordi, t.s. 1885;
- Sogni di maggio, versi di Maria Alinda Bonacci Brunamonti, ed. Ricordi, 1885;
- Non pensi a me..., parole di Alfio Belluso, ed. A. De Marchi (1893)
- Senza baci, con versi della Contessa Lara - Evelina Cattermole, s.m.napolitana, 1898;
- Serenata araba, versi di Calcedonio Reina 1898;
- Viole bianche, versi di Annie Vivanti, s.m.napolitana, 1898;
- Ama!, versi di Antonio Ghislanzoni, s.m.napolitana, 1898;
- [Il canto di Mignon], versi di Antonio Ghislanzoni, s.m.napolitana, 1898;
- La serenata di pulcinella, versi di Innocenza Well, Venturini;
- Lauda di suora, dal Giobbe di Mario Rapisardi, Venturini;
- Inno delle colonie italiane, versi di Domenico Milelli, Carisch 1902;
- Marinaresca, versi di Giacomo Sacchero - ed. G. Perrone (Napoli, 1904);
- La ritrosa: canto popolare. Poesia di Luigi Morandi, A. Forlivesi, Firenze 1905;
- Una speranza: melodia popolare. Canto e pianoforte Versi di Marianna Giarré Billi ed. Forlivesi 1905;
- Nel tempo d'una volta, parole di Leopoldo Marenco, musica di Francesco Paolo Frontini, ed. Forlivesi 1905;
- Montanina, testo di O. Piccini pseudonimo di Francesco Paolo Frontini, musica di Francesco Paolo Frontini, ed. Società musicale napolitana 1905;
- L'amor sen va - L'amor sen viene, versi di Iginio Ugo Tarchetti, ed. A. Tedeschi;
- La canzone della spola, versi di Ugo Fleres, Forlivesi 1905;
- Il tuo ritratto (Fotografia), per canto e pianoforte: versi di Domenico Milelli - 1911;

e altre 110.

### Riduzioni
- Tantum ergo, di Vincenzo Bellini, 1901 - Venturini
- Ombre pacifiche, terzetto di Vincenzo Bellini, 1901 - Venturini
- O souvenir, di Vincenzo Bellini, 1901 - Venturini
- Pensiero Musicale, di Vincenzo Bellini, 1901 - Venturini
- Tantum ergo genitori, di Vincenzo Bellini, 1901 - Venturini
- Momento musicale di Franz Schubert
- Rienzi - Aria di Richard Wagner ed. Lucca
- Sérénade Francaise de Burgmein (Giulio Ricordi) per violino e piano, 1884 ed. Carisch

### Commenti musicali
- U Spirdu, dramma 2 atti Antonino Russo Giusti 1930.
- Vicolo delle belle, commedia 1 atto Saverio Fiducia 1930.
- Puddicinedda D'Oru, 1 atto A. Russo Giusti 1934.
- Francesca da Rimini, Giovanni Alfredo Cesareo 1904.
- Il presepe Italico, Ebe Romano